# Moldavie au Concours Eurovision de la chanson 2022
La Moldavie est l'un des quarante pays participants du Concours Eurovision de la chanson 2022, qui se déroule à Turin en Italie. Le pays est représenté par le Zdob și Zdub et Frații Advahov et leur chanson Trenulețul, sélectionnés en interne par le diffuseur moldave TRM. Le pays se classe 7e avec 253 points lors de la finale, dont 239 du télévote, dont il arrive 2e.

## Sélection
Le diffuseur moldave TRM confirme sa participation à l'Eurovision 2022 le 20 octobre 2021. Le diffuseur annonce le 20 décembre 2021 le tenue d'une sélection télévisée prévue le 5 mars 2022. À la même date, il ouvre la période de candidatures qui s'étend jusqu'au 24 janvier 2022. 
Le 28 janvier 2022, le diffuseur annonce qu'en raison de la pandémie de Covid-19, la sélection télévisée ne pourra pas se tenir. La sélection du représentant est alors faite en interne par TRM le 29 janvier 2022, lors d'auditions qui constituaient initialement la pré-sélection pour l'émission télévisée, et auxquelles vingt-huit artistes participent,.
| Ordre | Artiste                           | Chanson                       |
| ----- | --------------------------------- | ----------------------------- |
| 1     | Y-Limit                           | Nothing More                  |
| 2     | Katy Rain                         | Lele                          |
| 3     | Zdob și Zdub et Frații Advahov    | Trenulețul                    |
| 4     | Marcela Scripcaru                 | Starlight                     |
| 5     | Naminal                           | Stop Tonight                  |
| 6     | Dianna Rotaru                     | My Time Is Now                |
| 7     | The Tramps                        | Sky Blues                     |
| 8     | Trio Eva                          | Get a Kiss                    |
| 9     | Denis Midone                      | Run Away                      |
| 10    | Sasha Bognibov                    | (I Just Had) Sex with Your Ex |
| 11    | Annet Smirnova                    | Toxic Eyes                    |
| 12    | Ricky Ardezianu                   | Cherchez la femme             |
| 13    | Tudor Bumbac                      | Iartă-mă că te iubesc         |
| 14    | Lemonique                         | Boys                          |
| 15    | Carolina Gorun and Danieli Shvets | Take Me Anywhere              |
| 16    | Mihaela Andrei                    | Libre                         |
| 17    | Maxim Zavidia                     | Ready                         |
| 18    | Emilia Russu                      | Yama                          |
| 19    | Lanjeron                          | Magic Carpet                  |
| 20    | Pelageya Stefoglo                 | I'm the Only One              |
| 21    | Sendrei                           | Beginner's Luck               |
| 22    | Viola Julea                       | Before (Twin Flame)           |
| 23    | Angel Kiss                        | The Sunshine in Me            |
| 24    | Valeria Barbas                    | My Tree                       |
| 25    | Diana Elmas                       | Spirit High                   |
| 26    | Ana Cernicova                     | Silent Battlefield            |
| 27    | Ferum                             | Love Is                       |
| 28    | Viorela Moraru                    | Tell Me That You Love Me      |

Au terme des auditions, le diffuseur annonce avoir sélectionné Zdob și Zdub et Frații Advahov et leur chanson Trenulețul comme représentants.

## À l'Eurovision
La Moldavie participe à la première demi-finale, le 10 mai 2022. Elle s'y classe 8e avec 154 points, se qualifiant donc pour la finale. Lors de celle-ci, elle termine à la 7e place avec 253 points.